# Michael Peter (Ruderer)
Michael Peter (* 8. September 1968 in Bergen auf Rügen) ist ein ehemaliger deutscher Ruderer.

## Biografie
Michael Peter, der für den ORC Rostock startete, gewann bei den Junioren-Weltmeisterschaften 1986 mit dem Achter der Deutschen Demokratischen Republik die Bronzemedaille. Bei den Weltmeisterschaften 1990 in Tasmanien, bei denen trotz Wiedervereinigung letztmals ost- und westdeutsche Boote starteten, gewann Peter mit dem Achter der DDR die Bronzemedaille. Bei den Olympischen Sommerspielen 1992 in Barcelona belegte er mit Thomas Woddow und Peter Thiede im Zweier mit Steuermann den vierten Platz. Ein Jahr später konnte Peter in der gleichen Bootsklasse bei den Weltmeisterschaften in Račice u Štětí erneut eine Bronzemedaille gewinnen.